# Piazza Ban Jelačić
Piazza Ban Jelačić (in lingua croata: Trg bana Jelačića) è la piazza principale di Zagabria (Croazia). È intitolata al bano Josip Jelačić.

## Posizione
È situata nella parte settentrionale del distretto cittadino di Donji grad (città bassa), sotto i quartieri di Gornji Grad (città alta) e Kaptol. A breve distanza si trovano anche il mercato Dolac e la Cattedrale di Zagabria.

## Storia
La storia della piazza iniziò nel 1641, quando venne istituito un nuovo mercato presso una pianura alle pendici della città alta. Nel corso del tempo, intorno al mercato vennero costruiti edifici e vie di accesso. Il luogo, inizialmente chiamato Manduševec, fu successivamente chiamato Harmica.
Nel 1826, il mercato del bestiame venne trasferito presso l'attuale parco Zrinjevac. Nel 1848 la piazza assunse l'attuale denominazione. Una grande statua raffigurante il bano Josip Jelačić a cavallo, creata dallo scultore austriaco Anton Dominik von Fernkorn, fu installata il 19 ottobre 1866 dalle autorità austriache, nonostante alcune proteste dei locali. Nel 1891, sul lato meridionale della piazza, venne creato un passaggio per i tram trainati da cavalli, sistema di trasporto che fu sostituito da tram elettrici tra il 1910 e il 1911.
La piazza cambiò nome nel 1946 diventando Trg Republike (Piazza della Repubblica), mentre un anno dopo la statua di Jelačić venne rimossa in quanto il governo della neonata Repubblica Federativa Popolare di Jugoslavia considerò la figura dello stesso Jelačić come un servitore di interessi stranieri. Dopo la seconda guerra mondiale, il traffico automobilistico attraverso la piazza si intensificò, tuttavia 1975 la piazza divenne un'area pedonale.
Con l'assegnazione dell'Universiade 1987 alla città di Zagabria, la città si rinnovò dal punto di vista infrastrutturale, e la piazza venne ripavimentata con blocchi di pietra.
Durante il percorso che portò allo scioglimento della Jugoslavia e a seguito delle elezioni parlamentari croate del 1990, il ruolo storico di Jelačić venne riconsiderato positivamente e la piazza tornò ad essere a lui intitolata. In questo nuovo contesto storico e politico la statua equestre non veniva più interpretata, come alle sue origini, in chiave anti-ungherese, ma come simbolo di contrasto e resistenza al dominio comunista. Con questo significato l'11 ottobre 1990 la statua tornò ad essere posizionata in piazza.

## Galleria d'immagini

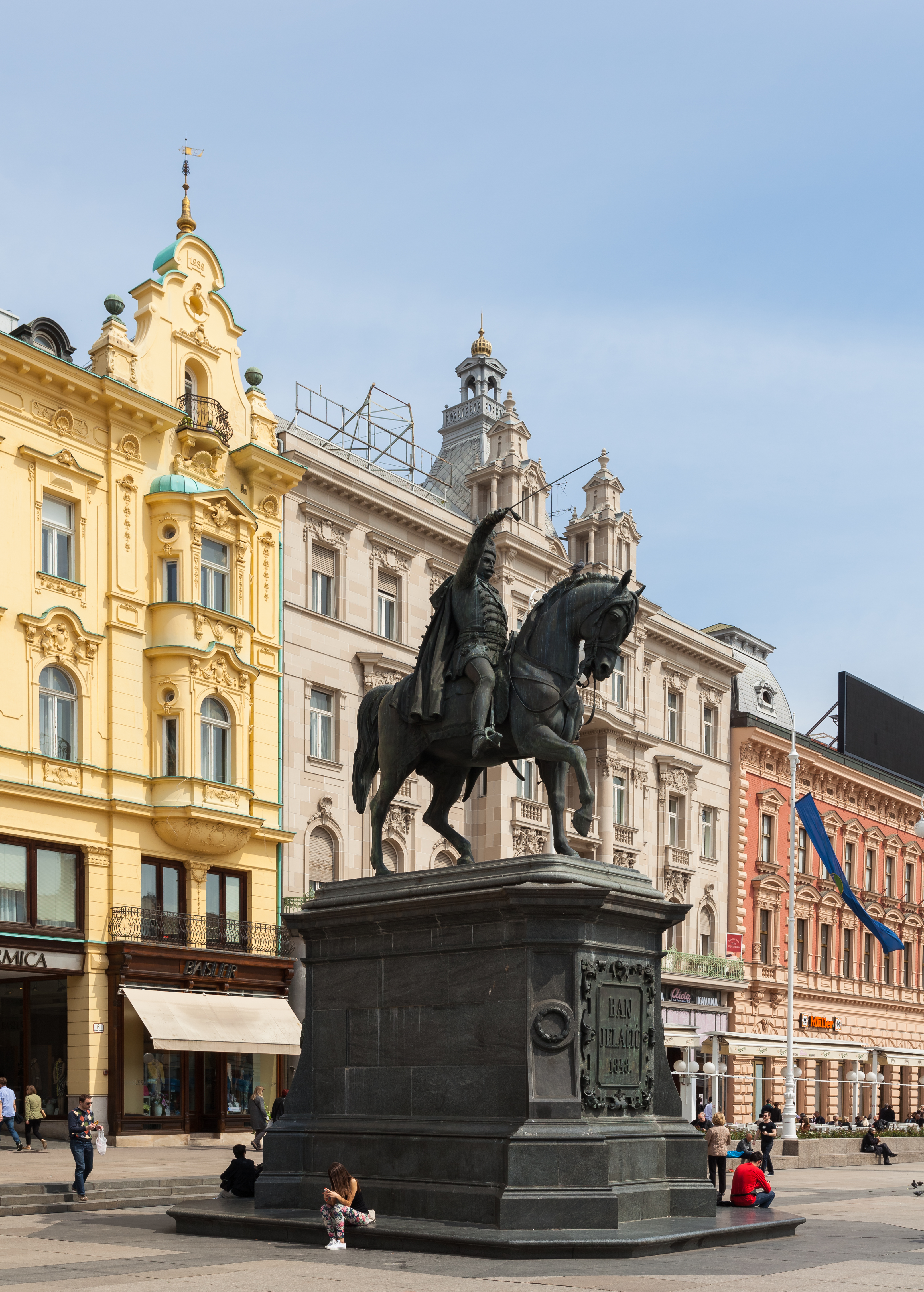
La statua del bano Josip Jelačić
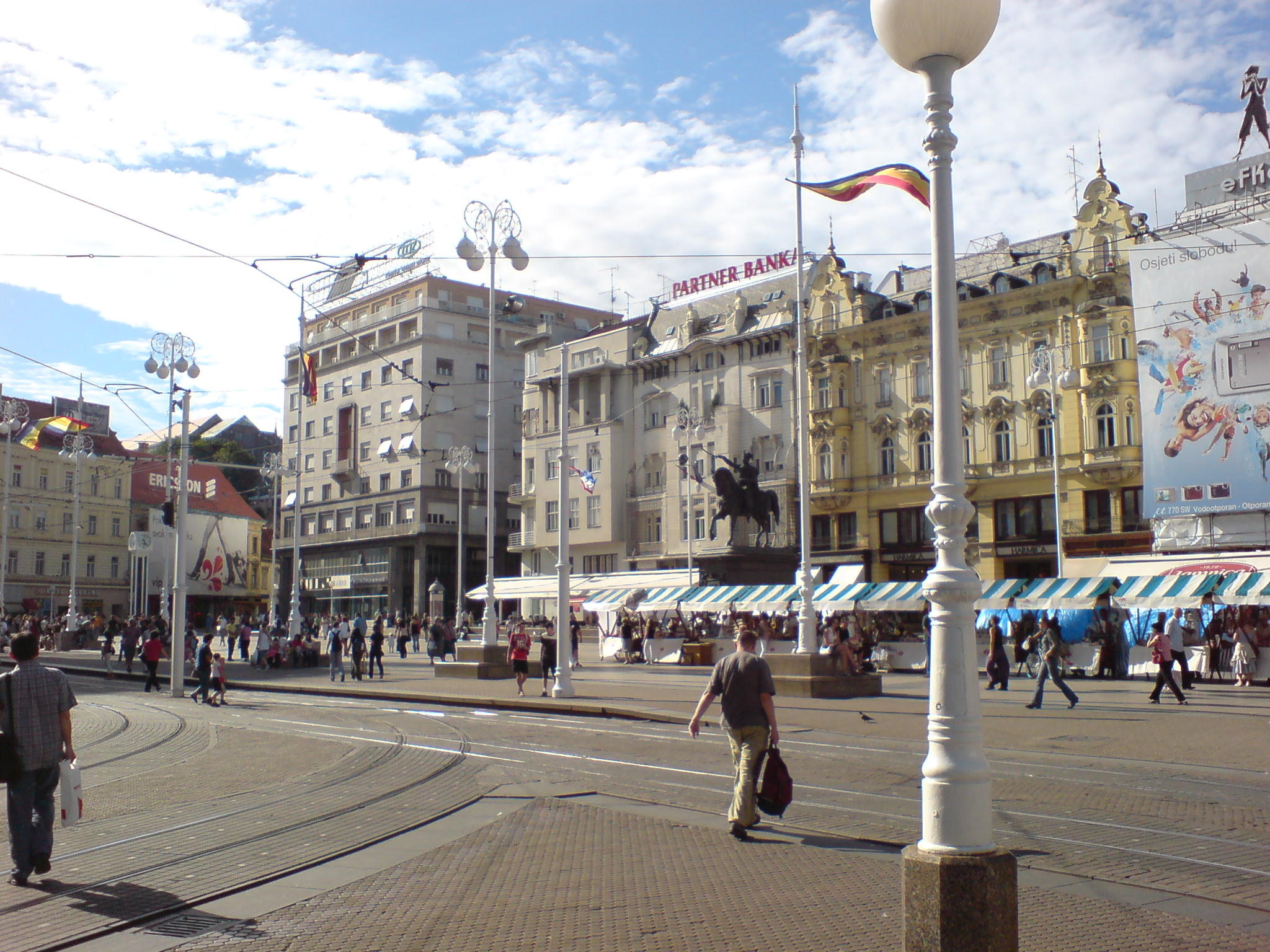
Uno scorcio della piazza
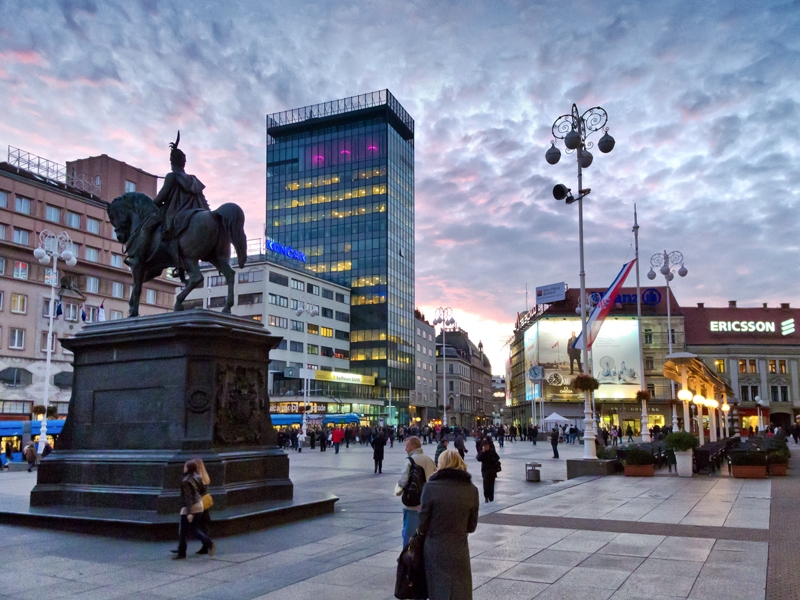
La piazza al tramonto
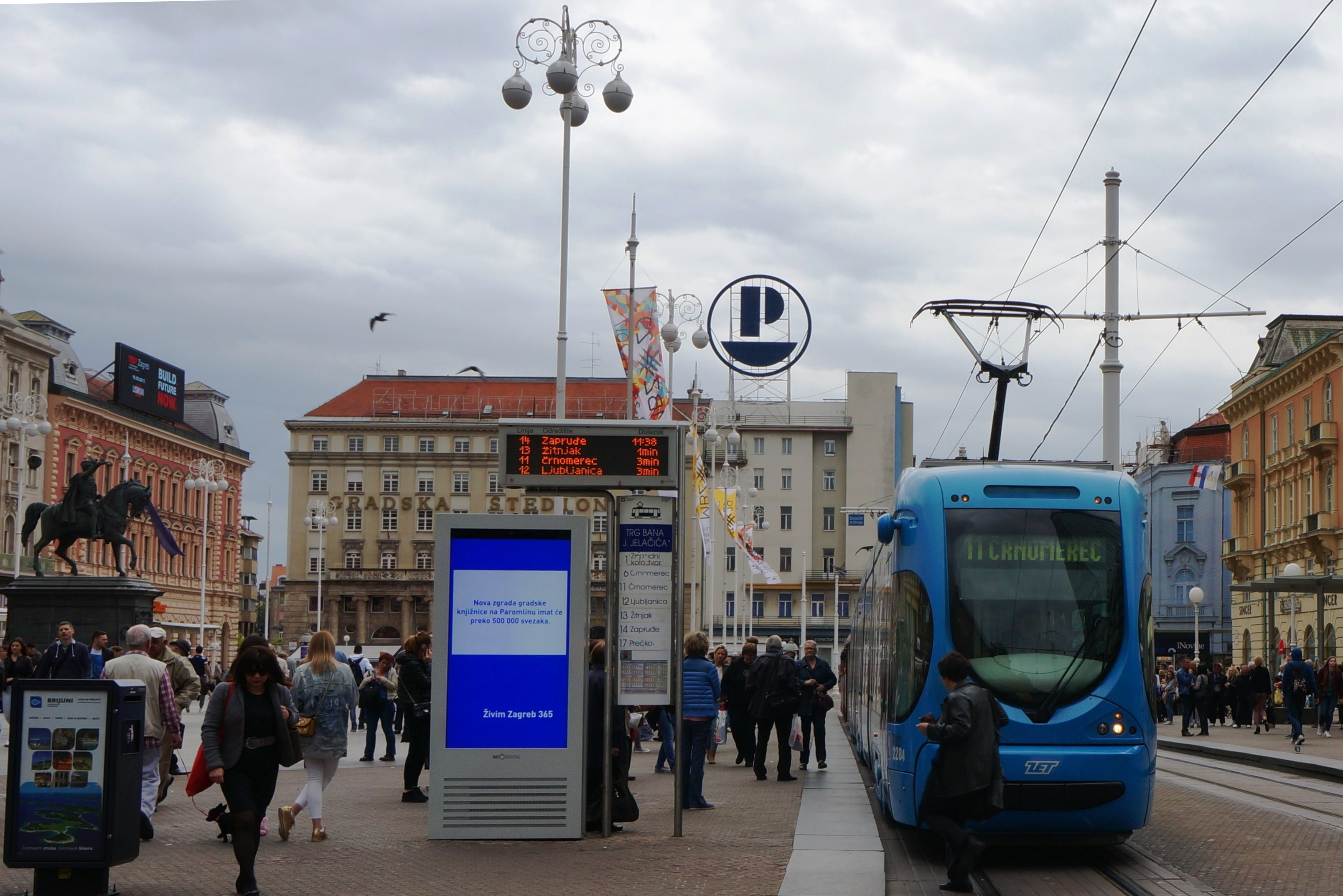
La fermata della tranvia cittadina